# NEODyS
NEODyS (Near Earth Objects Dynamic Site) è un servizio italiano e spagnolo che fornisce informazioni sugli oggetti near-Earth (NEO) - ovvero oggetti vicini alla Terra - attraverso un'interfaccia web. Si basa su un database di orbite di NEO aggiornato continuamente e (quasi) automaticamente. Il sito internet, nato nel 1999 e sponsorizzato dall'ESA, fornisce alla comunità che si dedica ai NEO un certo numero di servizi, il principale dei quali è un sistema di monitoraggio degli impatti (CLOMON2) di tutti gli asteroidi near-Earth, che copre un periodo di tempo fino all'anno 2100.

## Servizi
- Risk Page: Il servizio più importante è la produzione di una "Risk page" (pagina del rischio), dove sono catalogati in una "Risk list" tutti i NEO con probabilità di colpire la terra maggiore di 10−11 da ora fino al 2100. Nella tavola della "Risk list" i NEO sono suddivisi in:
  - "Special", come per il caso di 99942 Apophis;
  - "Observable", oggetti che sono osservabili in questo periodo e che necessitano di essere seguiti ulteriormente per poter migliorare la loro orbita;
  - "Possible recovery", oggetti che non sono attualmente visibili, ma che possono essere ritrovati in un prossimo futuro;
  - "Lost", oggetti che possiedono una magnitudine assoluta (H) più brillante di 25 e che sono virtualmente persi, essendo troppo incerta la loro orbita; e
  - "Small", oggetti con una magnitudine assoluta più debole di 25 e che, anche se sono persi, sono da considerare troppo piccoli per causare un serio danno al suolo.

Ogni oggetto possiede una propria "Impactor Table" (IT), ovvero tavola dell'impattore, che descrive molti parametri utili per determinare il rischio di impatto.
- Ephemerides: Fornisce le effemeridi dell'oggetto, cioè la posizione in cielo, la magnitudine V, l'altitudine, la massa d'aria, l'elongazione solare e lunare, l'angolo di fase, le coordinate galattiche, la distanza R dal sole, la distanza delta dalla terra, il moto in cielo e l'incertezza in cielo.
- Observation prediction: Fornisce la posizione in cielo dell'oggetto ad un tempo specifico, informazioni utili all'osservatore e un grafico dell'incertezza in cielo.
- Orbital Information: Fornisce i parametri dinamici dell'orbita dell'oggetto.
- MOID: Mostra l'analisi della distanza di minima intersezione orbitale (Minimum Orbital Intersection Distance, MOID) dell'oggetto.
- Proper elements: Mostra le proprietà secolari dell'oggetto.
- Observational Information: Fornisce entrambi i dati delle osservazioni ottiche e radar, e la loro performance statistica.
- Close approaches: Fornisce una tavola con tutti gli incontri ravvicinati fino al 2100 con i pianeti del Sistema Solare.
- Search: Fornisce la possibilità di impostare delle query nel database a seconda dei parametri orbitali, delle condizioni di osservazione o degli incontri ravvicinati con i pianeti del Sistema Solare.
- Observatories: È possibile accedere all'informazione che riguarda gli osservatori astronomici e le loro performance.
- Other services: Le informazioni fisiche dell'oggetto sono fornite dall'European Asteroid Research Node (E.A.R.N.); L'animazione dell'orbita è fornita dal NEO Program Office del Jet Propulsion Laboratory.

## Come funziona NEODyS
NEODyS è basato su un database in Postgresql che gira su un sistema Linux.
Il database delle orbite è continuamente e automaticamente mantenuto con le più recenti osservazioni del Minor Planet Center. Le orbite sono calcolate con il pacchetto software OrbFit fornito dal Consorzio OrbFit. Tutti i servizi di calcolo forniti da questo sito possono essere ottenuti anche da questo pacchetto software da solo.

## Progetti futuri di NEODyS
NEODyS si espande e si migliora continuamente. Di seguito vengono elencati i prossimi obiettivi del progetto:
- Calcolo delle incertezze per tutte le quantità fornite con l'orbita, come la MOID e la magnitudine assoluta
- Tempo variabile per il monitoraggio degli impatti, basato sull'incertezza dell'orbita
- Aggiunta delle perturbazioni non-gravitazionali nel modello dinamico

## Aggiornamento importante
Il 5 febbraio 2009 NEODyS ha subito un importante aggiornamento del sistema. È ora disponibile una nuova interfaccia web che gira con un software gratuito PHP. Questo permette di gestire un sistema più flessibile e facile da aggiornare. Nello stesso periodo il sistema è stato aggiornato con una nuova versione in Fortran 95 del codice OrbFit 4.0.
Dal 2011 il servizio di NEODyS è operato e mantenuto dalla spin-off SpaceDyS dell'Università di Pisa per conto dell'Agenzia spaziale europea. NEODyS fornisce dati e consulenza scientifica al NEO coordination Centre dell'ESA sito in ESRIN, Frascati.